# Xeracris
Xeracris is een geslacht van rechtvleugeligen uit de familie veldsprinkhanen (Acrididae). De wetenschappelijke naam van dit geslacht is voor het eerst geldig gepubliceerd in 1916 door Caudell.

## Soorten
Het geslacht Xeracris omvat de volgende soorten:
- Xeracris minimus Scudder, 1900
- Xeracris snowi Caudell, 1916